# Partit Regionalista Murcià
Partit Regionalista Murcià (PRM) fou un partit de caràcter regionalista de la Regió de Múrcia fundat el 1986 per Francisco Egea Navarro. Es presentà a les eleccions generals espanyoles de 1986, però només va obtenir 1.401 vots i cap escó, i a les eleccions autonòmiques murcianes de 1987 només va obtenir 1.938 vogs (0,38%). Poc després es produïren diverses desercions, entre ells, el del secretari general, Santos Jiménez, en desacord amb Francisco Egea. A les eleccions autonòmiques murcianes de 1991 es presentà en coalició amb el Partido Cantonal de Cartagena, però van obtenir 15.692 vots (3,04%), insuficients per a obtenir representació.